# یاروسلاو پولاک
یاروسلاو پولاک (اسلواکی: Jaroslav Pollák؛ زادهٔ ۱۱ ژوئیهٔ ۱۹۴۷–۲۶ ژوئن ۲۰۲۰) بازیکن فوتبال اهل اسلواکی (چکسلواکی سابق) بود.

## باشگاهی
از باشگاه‌هایی که در آن بازی کرده‌است می‌توان به زالتسبورگ و اسپارتا پراگ اشاره کرد.
وی همچنین در تیم ملی فوتبال چکسلواکی بازی کرده است.